# Färöische Fußballmeisterschaft 1980
Die Färöische Fußballmeisterschaft 1980 wurde in der 1. Deild genannten ersten färöischen Liga ausgetragen und war insgesamt die 38. Saison. Sie startete am 20. April 1980 und endete am 21. September 1981.
Aufsteiger GÍ Gøta war der 14. Teilnehmer der höchsten Spielklasse nach Einführung des Ligaspielbetriebs 1947. Meister wurde TB Tvøroyri, die den Titel somit zum sechsten Mal erringen konnten. Titelverteidiger ÍF Fuglafjørður landete auf dem fünften Platz. Absteigen musste hingegen MB Miðvágur nach drei Jahren Erstklassigkeit.
Im Vergleich zur Vorsaison verschlechterte sich die Torquote auf 3,23 pro Spiel, was den niedrigsten Schnitt seit 1977 bedeutete. Die höchsten Siege erzielten jeweils mit einem 7:1 HB Tórshavn im Heimspiel gegen GÍ Gøta am fünften Spieltag, TB Tvøroyri im Heimspiel gegen B36 Tórshavn am neunten Spieltag sowie TB Tvøroyri im Auswärtsspiel gegen VB Vágur am zwölften Spieltag. Diese Siege stellten zudem die torreichsten Spiele dar.

## Modus
In der 1. Deild spielte jede Mannschaft an 14 Spieltagen jeweils zwei Mal gegen jede andere. Die punktbeste Mannschaft zu Saisonende stand als Meister dieser Liga fest, die letzte Mannschaft stieg in die 2. Deild ab.

## Saisonverlauf

### Meisterschaftsentscheidung
Nur am vierten Spieltag, nachdem sie durch ein 1:4 im Auswärtsspiel gegen KÍ Klaksvík die erste und einzige Niederlage kassierten, stand TB Tvøroyri nicht auf Platz eins, doch durch eine 1:7-Niederlage des neuen Tabellenführers GÍ Gøta bei HB Tórshavn am nächsten Spieltag wurde dieser Umstand wieder bereinigt. Am vorletzten Spieltag fiel schlussendlich die Entscheidung um die Meisterschaft, als TB Tvøroyri im Heimspiel gegen den direkten Verfolger GÍ Gøta mit 4:0 gewann und somit von den Punkten her nicht mehr eingeholt werden konnte.

### Abstiegskampf
B36 Tórshavn und MB Miðvágur lieferten sich untereinander einen Kampf um den Klassenerhalt, bis auf den ersten Spieltag belegten beide Mannschaften durchgängig die letzten beiden Plätze. MB siegte im direkten Duell am fünften Spieltag mit 2:0 im Heimspiel gegen B36 und verließ somit den Abstiegsplatz. B36 wiederum gelang der erste Sieg erst am achten Spieltag durch einen 1:0-Heimsieg gegen VB Vágur, wodurch der Sprung auf Rang sieben gelang. Am zehnten Spieltag gelang MB Miðvágur durch ein 3:2 bei VB Vágur der zweite Sieg und der erneute Platztausch mit B36. Am zwölften Spieltag folgte das Rückspiel zwischen B36 und MB, diesmal verließ die Mannschaft aus Tórshavn den Platz als Sieger und gewann mit 2:0. Nun befand sich wieder MB auf dem letzten Platz, sollte diesen jedoch nicht mehr verlassen können, da die beiden letzten Spiele verloren wurden, am letzten Spieltag mit 1:5 im Heimspiel gegen TB Tvøroyri, wodurch der Abstieg endgültig feststand, wobei auch B36 Tórshavn sein Heimspiel mit 2:3 gegen HB Tórshavn verlor.

## Abschlusstabelle
| Pl. | Verein              | Sp. | S  | U | N  | Tore    | Diff. | Punkte |
| --- | ------------------- | --- | -- | - | -- | ------- | ----- | ------ |
| 1.  | TB Tvøroyri         | 14  | 12 | 1 | 1  | 052:100 | +42   | 25:30  |
| 2.  | HB Tórshavn (P)     | 14  | 9  | 2 | 3  | 031:190 | +12   | 20:80  |
| 3.  | KÍ Klaksvík         | 14  | 7  | 3 | 4  | 020:160 | +4    | 17:11  |
| 4.  | GÍ Gøta (N)         | 14  | 7  | 3 | 4  | 026:260 | ±0    | 17:11  |
| 5.  | ÍF Fuglafjørður (M) | 14  | 5  | 3 | 6  | 018:200 | −2    | 13:15  |
| 6.  | VB Vágur            | 14  | 3  | 3 | 8  | 012:300 | −18   | 09:19  |
| 7.  | B36 Tórshavn        | 14  | 2  | 2 | 10 | 012:270 | −15   | 06:22  |
| 8.  | MB Miðvágur         | 14  | 2  | 1 | 11 | 010:330 | −23   | 05:23  |

Platzierungskriterien: 1. Punkte – 2. Tordifferenz – 3. geschossene Tore

| (M) | Meister des Vorjahrs           |
| (P) | Pokalsieger des Vorjahrs       |
| (N) | Neuaufsteiger aus der 2. Deild |

## Spiele und Ergebnisse
|                 | B36 | GÍ  | HB  | ÍF  | KÍ  | MB  | TB  | VB  |
| --------------- | --- | --- | --- | --- | --- | --- | --- | --- |
| B36 Tórshavn    |     | 2:4 | 2:3 | 0:1 | 1:1 | 2:0 | 0:1 | 1:0 |
| GÍ Gøta         | 2:2 |     | 1:1 | 0:3 | 2:1 | 5:1 | 0:3 | 4:1 |
| HB Tórshavn     | 1:0 | 7:1 |     | 3:1 | 1:3 | 2:0 | 0:5 | 4:0 |
| ÍF Fuglafjørður | 1:0 | 1:1 | 1:3 |     | 0:1 | 3:0 | 2:2 | 2:2 |
| KÍ Klaksvík     | 2:1 | 0:1 | 0:2 | 2:0 |     | 1:1 | 3:2 | 5:1 |
| MB Miðvágur     | 2:0 | 0:4 | 0:3 | 1:2 | 0:1 |     | 1:5 | 1:2 |
| TB Tvøroyri     | 7:1 | 4:0 | 5:1 | 4:1 | 4:0 | 1:0 |     | 2:0 |
| VB Vágur        | 2:0 | 0:1 | 0:0 | 1:0 | 0:0 | 2:3 | 1:7 |     |

## Trainer
| Mannschaft      | Trainer                 | Spieltage |
| --------------- | ----------------------- | --------- |
| B36 Tórshavn    | Stan Mills              | 01–10     |
| B36 Tórshavn    | Jørleif Kúrberg         | 11–14     |
| GÍ Gøta         | unbekannt               | 01–14     |
| HB Tórshavn     | David Graham            | 01–14     |
| ÍF Fuglafjørður | unbekannt               | 01–14     |
| KÍ Klaksvík     | Peter Kordt             | 01–14     |
| MB Miðvágur     | Árni Frederiksen        | 01–14     |
| TB Tvøroyri     | Henning Sejstrup Jensen | 01–14     |
| VB Vágur        | unbekannt               | 01–14     |

Während der gesamten Saison gab es abgesehen vom unklaren Status bei drei Mannschaften einen Trainerwechsel, welcher zu einer Verbesserung vom letzten auf den vorletzten Tabellenplatz führte.

## Spielstätten
| Mannschaft      | Stadion        | Spielort     |
| --------------- | -------------- | ------------ |
| B36 Tórshavn    | Gundadalur     | Tórshavn     |
| GÍ Gøta         | Sarpugerði     | Norðragøta   |
| HB Tórshavn     | Gundadalur     | Tórshavn     |
| ÍF Fuglafjørður | Í Fløtugerði   | Fuglafjørður |
| KÍ Klaksvík     | Við Djúpumýrar | Klaksvík     |
| MB Miðvágur     | Við Kirkjar    | Miðvágur     |
| TB Tvøroyri     | Sevmýri        | Tvøroyri     |
| VB Vágur        | Á Eiðinum      | Vágur        |

## Schiedsrichter
Folgende Schiedsrichter, darunter einer aus Dänemark, leiteten die 56 Erstligaspiele (zu fünf Spielen fehlen die Daten):
| Name                | Stammverein     | Spiele |
| ------------------- | --------------- | ------ |
| Hákun Egholm        | B36 Tórshavn    | 05     |
| Jørleif Næs         | Fram Tórshavn   | 05     |
| Tummas Jacobsen     | NSÍ Runavík     | 04     |
| Rasmus Joensen      | EB Eiði         | 04     |
| Baldvin Baldvinsson | B36 Tórshavn    | 03     |
| Janus Jensen        | B68 Toftir      | 03     |
| Martin á Mýrini     | HB Tórshavn     | 03     |
| Jákup Simonsen      | ÍF Fuglafjørður | 03     |
| Magni Eidesgaard    | VB Vágur        | 02     |
| Evan Hansen         | SÍ Sørvágur     | 02     |
| Eyðfinn Hansen      | Fram Tórshavn   | 02     |
| Egga Jensen         | HB Tórshavn     | 02     |
| Levi Niclasen       | Royn Hvalba     | 02     |
| Noel Niclasen       | B36 Tórshavn    | 02     |
| Arnfinn Ziskasen    | Royn Hvalba     | 02     |

Weitere sieben Schiedsrichter leiteten jeweils ein Spiel.

## Die Meistermannschaft
In Klammern sind die Anzahl der Einsätze genannt (zu einem Spiel fehlen die Daten), die Anzahl der erzielten Tore ist nicht bekannt.
| 1. | TB Tvøroyri |
|    | Sveinbjørn Danielsson (13) \| Petur Hammer (11) \| Henning Sejstrup Jensen (13) \| Delmar Joensen (12) \| Mortan Joensen (13) \| Poul Laðanberg (13) \| Vilmund Michelsen (3) \| Birgar Niclasen (1) \| Ásmund Nolsøe (13) \| Sigmund Nolsøe (12) \| Trond Nolsøe (12) \| Jack Petersen (5) \| Rólant Sørensen (11) \| Henrik Thomsen (4) \| Rógvi Thorsteinsson (12) \| Arni Petersen (1) - Trainer: Henning Sejstrup Jensen |

## Nationaler Pokal
Im Landespokal gewann HB Tórshavn mit 2:0 gegen Zweitligist NSÍ Runavík. Meister TB Tvøroyri schied bereits in der 4. Runde mit 0:2 gegen Royn Hvalba aus.